# Snapchat
Snapchat ist ein kostenloser Instant-Messaging-Dienst mit der Möglichkeit, unter Snapchat+ kostenpflichtige Zusatzfunktionen zu abonnieren. Die Nutzung ist auf Mobilgeräten mit Android oder iOS und im Webbrowser (Chrome und Edge) möglich. Der Dienst ermöglicht den privaten Austausch von Fotos, Videos und Textnachrichten, das Speichern von Aufnahmen sowie das Teilen des eigenen Standorts mit Freunden und das Veröffentlichen von Videoclips.

## Beschreibung
Snapchat wurde im September 2011 von Robert „Bobby“ Murphy und Evan Spiegel gegründet. Firmensitz ist Los Angeles. Im September 2013 versandte der Dienst 350 Millionen Nachrichten pro Tag. Das Angebot eines Aufkaufs durch die Facebook Inc. (heute: Meta Platforms) für zunächst eine Milliarde und später drei Milliarden US-Dollar wurde abgelehnt. Sein Wert wurde im September 2015 mit 19 Milliarden US-Dollar beziffert. Im April 2016 sahen ca. 100 Millionen aktive Nutzer täglich 10 Milliarden Video-Clips. Mit dieser Aktivität liegt Snapchat weltweit noch vor Facebook, das auf ca. acht Milliarden tägliche Video-Aufrufe kommt.
Snapchat unterscheidet sich von anderen sozialen Mediendiensten in seinem Aufbau. Neben der herkömmlichen Messaging-Funktion für die Kommunikation von einer Person zur anderen oder in Gruppenchats erhalten die Nutzer keine Profile, die mit Inhalten weiter ausgebaut werden. Sie erhalten stattdessen ihre eigenen einseitig ausgerichteten Channels, über die immer wieder neue Inhalte verbreitet werden können. Deren Inhalte können andere Nutzer anschauen, jedoch nicht direkt kommentieren oder liken. Nach einiger Zeit verschwinden diese Inhalte wieder. Klassisch entspricht es eher einem Tagebuch, das Nutzer temporär mit anderen Nutzern teilen. Kurzum erhält jeder Nutzer einen Sender und so die Möglichkeit, einen Kanal mit Fotos oder Kurzfilmen, welche mit diversen Filtern versehen werden können, nach seinem Belieben für seine Zielgruppe zu bespielen.
Am 24. September 2016 wurde das Unternehmen Snapchat Inc. in Snap Inc. umfirmiert. Dabei wurde die eigene Kamerabrille Spectacles angekündigt, mit der man bis zu 10 Sekunden lange Videos aufnehmen kann. Im April 2022 hatte das Unternehmen weitere Hardware angekündigt: eine Drohne mit dem Namen Pixy. Nach nur vier Monaten wurde der Verkauf der bereits fertig entwickelten, autonom fliegenden Drohne wieder beendet.

## Geschichte

### Entwicklung
Nach verschiedenen Dokumenten und Aussagen kontaktierte Reggie Brown Evan Spiegel mit seiner Idee von sich selbst löschenden Bildern, da dieser bereits Erfahrungen im Geschäfts- und Managementbereich hatte. Bobby Murphy, der Erfahrungen im Bereich Programmieren hatte, wurde danach eingeweiht. Die nächsten Monate arbeiteten die drei eng zusammen, bis Spiegel und Murphy beschlossen, Brown jeglichen Zugang zum Projekt Snapchat zu verweigern.
Zu Beginn fokussierte sich das Team mehr auf die Verwendbarkeit der App und technische Aspekte als auf die Markenpolitik. Eine Ausnahme bildete die Entscheidung, das von Brown entworfene Maskottchen Ghostface Chillah, benannt nach Ghostface Killah der Hip-Hop-Gruppe Wu-Tang Clan, beizubehalten.
Am 8. Mai 2012 schickte Brown eine E-Mail an Evan Spiegel, in der er anbot, alle Anteile, die er von Snapchat besaß, zu verkaufen. Die Anwälte der Firma antworteten, dass Brown niemals eine kreative Verbindung zu Snapchat gehabt habe, und beschuldigten ihn außerdem des Betrugs, da er sich gegenüber Spiegel und Murphy als Produktionsentwickler ausgegeben habe. Daraus schlossen die Anwälte, dass Brown keine wertvollen Beiträge zur Entwicklung der App geleistet und deshalb keinen Anspruch auf irgendwelche Anteile der Firma habe.
In ihrem ersten Blog-Eintrag vom 9. Mai 2012 beschrieb CEO Evan Spiegel die Unternehmensphilosophie: „Snapchat isn’t about capturing the traditional Kodak moment. It’s about communicating with the full range of human emotion – not just what appears to be pretty or perfect.“ („Bei Snapchat geht es nicht darum, den traditionellen Kodak-Moment einzufangen. Es geht darum, den vollen Umfang menschlicher Emotionen zu transportieren – nicht nur, was hübsch oder perfekt zu sein scheint.“) Sie bezeichnen Snapchat als das Ergebnis der Diskussion um die Langlebigkeit von persönlichen Informationen in anderen sozialen Netzwerken.
Im August 2017 läutete Snapchat die Testphase der neuen Funktion „Crowd Surf“ ein, mit der Videoclips verschiedener Nutzer (zu einem Ereignis) miteinander kombiniert werden können. So soll am Ende ein interaktiver Clip entstehen, der die jeweilige Veranstaltung aus verschiedenen Blickwinkeln zeigt.
Im November 2017 kündigte Snapchat eine Neugestaltung an, die Anfang 2018 umgesetzt und daraufhin vielfach kritisiert wurde. Ingrid Angulo von CNBC führte an, dass das Versenden eines Snaps und das Wiedersehen von Storys komplizierter sei, Storys und eingehende Snaps nun auf derselben Seite aufgeführt seien und die Discover-Seite nun gesponserte Inhalte enthalte. Im Februar 2018 versendete Kylie Jenner einen Tweet, in dem sie das neue Design der Snapchat-App kritisierte. Daraufhin sank der Börsenwert von Snapchat Inc. zwischenzeitlich um 1,7 Milliarden US-Dollar.
Mitte 2022 wurde eine Web-Version angekündigt. Bis dahin war der Chat-Dienst nur als App für Mobilgeräte nutzbar, nicht aber an PCs/Laptops, wie es bei zahlreichen Konkurrenz-Angeboten bereits seit längerer Zeit möglich ist.

### Wachstum
Während im Mai 2012 noch etwa 20 Bilder pro Sekunde verschickt wurden, konnte am 28. November desselben Jahres bereits das milliardste geteilte Foto in der iOS-App gemeldet werden. Durchschnittlich wurden damals 20 Millionen Fotos am Tag gesendet. In diesem Monat gab Spiegel auch zu, Probleme bei der Zustellung mancher Bilder, sogenannter Snaps, in Echtzeit zu haben. Am 29. Oktober wurde die Android-App veröffentlicht.
Im Dezember 2012 fügte Snapchat die Videofunktion hinzu. Indem man den Auslöser gedrückt hält, können nun Videos bis zu zehn Sekunden Länge aufgenommen und verschickt werden. Nach einmaligem Ansehen löscht sich das Video automatisch. Spiegel erklärte, durch diesen Prozess könne die Videodatei auf die Größe eines Fotos komprimiert werden.
Im Februar 2013 verklagte Reggie Brown Spiegel und Murphy. Brown zufolge sei er ursprünglich der Vertriebsleiter gewesen und habe die Idee für den Dienst, den er Picaboo nannte, gehabt. Er erklärte außerdem, das Maskottchen entworfen sowie die Idee für den heutigen Firmennamen gehabt zu haben. Browns Anwälte legten Dokumente offen, die die Zusammenarbeit von Spiegel und Murphy belegen sollten, doch Snapchat bezeichnete die Klage als wertlos und Browns Taktik als Erpressung. Im Zuge des Prozesses sagte Brown aus, er habe geglaubt, ein gleichberechtigter Partner gewesen zu sein, und habe zugestimmt, Kosten sowie Gewinn zu teilen. Spiegel hingegen beschrieb Brown als einen unbezahlten Praktikanten, der nützliche Erfahrung mitgebracht habe. Außerdem sagte Murphy, er habe nie genau verstanden, was Browns Rolle im Unternehmen gewesen wäre, ihn aber als einen Praktikanten eingeschätzt. Monate später tat Spiegel den Prozess als ein Exempel von Opportunisten ab, die sich schnell wachsende Unternehmen suchen, um von deren harter Arbeit zu profitieren.
Im Juni 2013 wurde die Version 5.0 „Banquo“ für iOS veröffentlicht. Der Name ist eine Anspielung auf den geisterhaften Helden in Shakespeares Macbeth, der über das Böse siegt. Das Update enthielt zahlreiche Verbesserungen und Neuerungen wie die Wisch-Funktion oder den Doppelklick zum Antworten. Ebenfalls im Juni wurde Snapkidz veröffentlicht. Wenn sich Benutzer mit einem Alter von unter 13 Jahren anmeldeten, konnten sie zwar auf den aufgenommenen Bildern malen, jedoch keine Bilder an andere Nutzer verschicken. Außerdem konnten die Bilder nur direkt auf dem Gerät gespeichert werden.
Im Oktober 2013 wurde die Geschichten-Funktion eingeführt, mit der Nutzer ihre Bilder in chronologischer Reihenfolge in eine Storyline posten können, die von allen Freunden angesehen werden kann. Am 1. Mai 2014 wurde die Möglichkeit gestartet, über Video-Chat zu kommunizieren. Außerdem enthielt das Update die Direktnachrichten-Funktion, über die kurzlebige Textnachrichten an Nutzer geschickt werden können.
Am 9. September 2014 verkündeten die Inhaber von Snapchat, dass der Prozess gegen den Kollegen und ehemaligen Freund Reggie Brown mit einem Vergleich über eine nicht genannte Summe abgeschlossen wurde. Im Zuge dessen mussten sie Brown zugestehen, die ursprüngliche Idee von Snapchat gehabt zu haben. In der Pressemitteilung wurde Spiegel zitiert: „We are pleased that we have been able to resolve this matter in a manner that is satisfactory to Mr. Brown and the Company. We acknowledge Reggie’s contribution to the creation of Snapchat and appreciate his work in getting the application off the ground.“ („Wir sind froh, dass wir in der Lage waren, diese Angelegenheit so zu lösen, dass die Situation für Herrn Brown und das Unternehmen zufriedenstellend ist. Wir erkennen Reggies Beitrag zur Entwicklung von Snapchat an und schätzen seine Mitarbeit, die App von Grund auf gestaltet zu haben.“)
2015 erwarb Snapchat das Start-up-Unternehmen Looksery, eine App, mit der Nutzer Videos von sich verändern können. Laut den vom Unternehmen veröffentlichten Zahlen verschickten die Nutzer im Mai 2015 zwei Milliarden solcher Videos am Tag. Im November waren es sechs, und 2016 zehn Milliarden pro Tag.
Stand April 2022 hat Snapchat 332 Millionen täglich aktive Nutzer weltweit.

### Börsengang
Anfang 2017 ging Snapchat an die Börse. Die Nachrichtenagentur Reuters bezeichnete dieses Ereignis als „eine(n) der größten Börsengänge in der Technologiebranche überhaupt“.
Im Juni 2017 bot Snapchat eine neue ortsbasierte Funktion, die „Snap Map“, an. Mit dieser ist es Benutzern möglich, den eigenen Standort zu teilen, aber auch die Position der eigenen Kontakte und Storys an bestimmten Orten zu finden. Obwohl die Standortfreigabe deaktiviert werden kann, war das neue Feature heftiger Kritik von Kinder- und Datenschützern ausgesetzt, weil damit sehr leicht ein intimes Bewegungsprofil entstehen kann. Entwickelt wurde die „Snap Map“ in Zusammenarbeit mit dem Unternehmen Mapbox.

## Filter
Die verschickten Medien, welche Snaps genannt werden, können mit verschiedenen Filtern versehen werden. Die Filter kann man durch Wischen nach links oder rechts auf seinen Snap anwenden. Neben einem Filter, der die aktuelle Uhrzeit, den aktuellen Wochentag, die Temperatur, den Akkustand, die momentane Geschwindigkeit oder die Höhe angibt, auf der man sich befindet, gibt es auch Schwarzweiß- und Sättigungsfilter. Des Weiteren gibt es Geofilter: Diese sind ortsspezifisch und meistens in größeren Städten auf der ganzen Welt verfügbar. Einen Geofilter erhält man, wenn man sich in einer bestimmten Stadt oder in einem Gebiet aufhält, in dem ein Geofilter verfügbar ist. Mit Geofiltern kann man seinen Freunden leichter zeigen, wo man sich gerade befindet. Beispielsweise gibt es einen Filter in Stuttgart, welcher den Schriftzug „Welcome to Stuttgart“ über das Bild legt. Über die Snapchat-Website kann jeder Nutzer Vorschläge für neue Geofilter einreichen. Es sind weitere Filter für bestimmte Tage verfügbar, wie zum Beispiel zum Oktoberfest, zu Weihnachten, zu Bundesligaspielen oder zur Bundestagswahl.
Snapchat hat elf Smileys eingeführt, die hinter dem Namen des Kontaktes erscheinen. Damit können Kontakte einfacher und übersichtlicher kategorisiert werden, diese Funktion ersetzt die abgeschaffte Freundesliste bzw. das Best-Friends-Feature. Abhängig sind die angezeigten Smileys von der Anzahl der jeweiligen Snaps mit dem Gesprächspartner. Dadurch soll schnell ersichtlich werden, wer zum engeren Freundeskreis gehört. Zum Beispiel steht ein gelbes Herz für den Kontakt, mit dem man am meisten Snaps austauscht oder ein Baby-Smiley steht für eine Person, mit der man erst seit kurzem befreundet ist. Sobald man mit dem Gesprächspartner mehr als drei Tage durchgehend „snappt“, erscheinen die sogenannten „Flammen“. Pro Tag steigt die Anzahl der Flammen. Wenn man jedoch innerhalb 24 Stunden nicht zurück snappt, verliert man diese. Allerdings wird durch eine Sanduhr darauf hingewiesen, dass bald ein Verlust der Flammen droht.

## Storys und Spotlights
Storys sind Abfolgen von Snaps, die eine Erzählung bilden. Sie folgen dem traditionellen Verlauf beim Geschichtenerzählen. Die Snaps erscheinen in chronologischer Reihenfolge aus Anfang, Mitte und Schluss. Standardmäßig sind die Datenschutz-Einstellungen so eingestellt, dass nur die Kategorie „Meine Freunde“ die eigenen Storys sehen kann. Das kann aber jederzeit geändert werden. Man kann sich die Storys seiner Freunde ansehen, indem man den jeweiligen Kreis des Freundes gedrückt hält. Die Storys bleiben 24 Stunden verfügbar und werden danach automatisch gelöscht. Passend dazu nimmt der Kreis mit der Zeit ab. Der äußere Ring des Kreises stellt dar, wie viel Zeit bei dem aktuellen Snap noch übrig ist. Der Ring verschwindet, während man den Snap betrachtet und zeigt an, wie viel Zeit einem dabei noch bleibt. Der innere Kreis wird kleiner, während man die Snaps in der Story anschaut, und zeigt an, wie viel Zeit innerhalb der Story noch übrig ist. Sollte der Wunsch bestehen, dass sich eine oder mehrere der eigenen Storys nicht nach 24 Stunden löschen, ist es möglich, diese davor zu speichern.
Neben Storys gibt es die Spotlights, die ähnlich funktionieren, aber mehr wie die App Tiktok aufgebaut sind. Seit Juni 2022 gibt es im Spotlightfeature sogar Kommentare. In diesen kann jeder ausdrücken, wie ihm das Video gefallen hat. Spotlight-Kommentare können aktiviert oder deaktiviert werden.

## Shows
Im „Entdecken“-Bereich der Snapchat-App erscheinen seit 2015 „Shows“. Diese Vertikal-Videos sind zwischen drei und sieben Minuten lang, enthalten zum Teil animierte Grafiken und sind im Vergleich zu üblichen TV-Sendungen viel schneller geschnitten.
Inhalte werden geliefert von über 100 Markenpartnern, darunter: Axel Springer mit „Bild Fußball“, Brainpool TV („LUKE! Die Woche und ich“), Promiflash mit „Celebrity News“, funk, Load Studios, Onefootball, Spiegel („Bento Mic Drop“), Tastemade und ze.tt aus der Zeit-Verlagsgruppe („Out Now!“).

## Sicherheit und Kritik

### Fragwürdige Versprechen von kurzweiligen Medien
Das wesentliche Erfolgsmerkmal von Snapchat besteht im Versprechen, dass Medien nur einmal vom Empfänger angesehen werden können. Nach wenigen Sekunden erfolgt eine automatische Löschung. Damit hebt sich die Plattform von anderen Chat-Diensten ab, bei denen die Inhalte entweder auf das Zielgerät oder in die Cloud des Anbieters übertragen werden. In beiden Fällen hat der Nutzer zahlreiche Möglichkeiten, diese Inhalte – auch nachträglich – herunterzuladen, um sie dauerhaft zu speichern. Dies ist nicht für alle Inhalte vom Nutzer gewünscht. Vor allem intime Bilder werden daher über Snapchat geteilt, in der Absicht, dass diese vom Empfänger nur angesehen, aber nicht dauerhaft gespeichert werden können.
Bereits 2014 hat die US-amerikanische Verbraucherschutzbehörde FTC dieses Versprechen als irreführend und falsch beurteilt, da es zahlreiche Möglichkeiten gab, dies zu umgehen. Daran hat sich zum Stand 2023 kaum etwas geändert. Dies ist jedoch nicht nur der nachgewiesenen sicherheitstechnisch mangelhaften Umsetzung von Snapchat geschuldet, die etwa empfangene Bilder ungeschützt im Gerätespeicher abgelegt hat. Bildschirmfotos werden zudem von Snapchat nicht verhindert. Die App informiert lediglich den Sender darüber, dass der Empfänger einen Screenshot erstellt hat. Selbst bei korrekter Implementierung kann eine dauerhafte Speicherung kaum wirkungsvoll verhindert werden, sofern man das Zielgerät und dessen Umgebung nicht vollständig kontrolliert. Ist das nicht gegeben, lässt sich lediglich der Aufwand für eine dauerhafte Speicherung erhöhen.
Zum Stand 2023 lassen sich Medien über verschiedene Umwege mit vergleichsweise geringem Aufwand dauerhaft speichern. Etwa, indem eine Videoaufnahme erstellt wird. Aus dieser lassen sich mit entsprechender Software auch Bilder extrahieren. Eine weitere Möglichkeit sind Drittanbieter-Clients, welche die Medien empfangen und sie abspeichern, statt sie zu löschen. Auch die Benachrichtigung des Empfängers, welche von der offiziellen App bei Screenshots versendet wird, erfolgt hier nicht. Alternativ gibt es Hardware-Lösungen, die beispielsweise mit einer zweiten Kamera den Bildschirm abfotografieren. Unbedarfte Nutzer, die sich aufgrund der automatischen Löschfunktion in falscher Sicherheit wiegen, laufen Gefahr, dadurch sensible Inhalte zu versenden, die vom Empfänger weiter verbreitet werden können. Denkbar sind etwa Nacktaufnahmen, anhand derer man den Absender identifizieren kann. Solche Aufnahmen könnten zur Demütigung oder Erpressung des Opfers eingesetzt werden und dessen Privatleben erheblich schädigen.
Ein Beispiel für solch einen Fall ereignete sich Anfang 2023: Ein 17-Jähriger schickte Nacktfotos per Snapchat an eine unbekannte Frau. Diese speicherte das Bild und drohte mit Veröffentlichung, sofern der Jugendliche nicht die geforderten 200 Euro bezahle. Dieser wollte der Erpressung nicht nachkommen, woraufhin die Täterin das kompromittierende Bild auf Instagram veröffentlichte.

### Sicherheit
Im Oktober 2014 geriet eine Sammlung von etwa 200.000 Bildern in den Umlauf, die mit der Anwendung verschickt worden waren. Die Entwickler schlossen eine Kompromittierung ihrer Server aus und verwiesen auf Anwendungen von Drittanbietern. In ihren Allgemeinen Geschäftsbedingungen untersagen sie deren Nutzung.
Seit iOS 11 ist es möglich, Bildschirmaufnahmen zu machen. Damit ist es auch möglich, heimlich Aufnahmen von Bildern zu machen. Doch nun registriert Snapchat auch, wenn ein User eine Bildschirmaufnahme macht. Es wird dann angezeigt: „Du hast Screenshots (vom Chat) gemacht“ bzw. „{user} hat einen Screenshot gemacht“.
Im Juni 2021 räumte Snapchat ein, dass der Speed-Filter zu Problemen mit der Verkehrssicherheit geführt hat. Acht Jahre nach Einführung wurde er entfernt. Der Filter zeigte die aktuelle Geschwindigkeit in aufgenommenen Videos an. Dies führte zu zahlreichen Aufnahmen, die Nutzer mit überhöhter Geschwindigkeit beim Filmen mit verschiedenen Verkehrsmitteln zeigen. Einige schwere Unfälle wurden seit 2015 direkt oder indirekt damit in Verbindung gebracht, wodurch es zu Klagen gegen den Konzern kam. Der Filter wurde bereits Jahre zuvor von verschiedenen Kreisen kritisiert. Bis Mitte 2021 hatte Snapchat darauf mit den Worten reagiert, die Sicherheit der Nutzer habe oberste Priorität. Jedoch wurde bis dahin nichts unternommen und der Filter auch nicht entfernt.
Mitte 2021 testete das Technik-Magazin c’t sichere Messenger. Snapchat und Skype fielen bereits bei der Auswahl der Testkandidaten durch, da sie keine Ende-zu-Ende-Verschlüsselung bieten. Dies ist Voraussetzung für sichere Kommunikation, da die Nachrichten und Inhalte ansonsten von dritten mitgelesen werden können. Viele Konkurrenten wie beispielsweise Signal oder WhatsApp unterstützen seit längerem eine solche Verschlüsselung. Bei korrekter Implementierung ist lediglich der Gesprächspartner technisch dazu in der Lage, die Inhalte zu lesen.
Anfang 2022 wurden bei verschiedenen kommerziellen Sozialen Netzwerken Schwachstellen bei der Bearbeitung von Behördenanfragen bekannt. Unbefugte missbrauchten dabei Anfragen, die für Notfälle gedacht waren, um unbefugten Zugriff auf die vom Anbieter zugreifbaren Nutzerdaten zu erhalten. Darunter waren auch sensible Daten, wenn diese ungeschützt gespeichert waren. Unter anderem Apple-Nutzer waren davon betroffen. Snapchat gab an, ebenfalls solche Anfragen erhalten zu haben. Im Gegensatz zu anderen Unternehmen erklärte es jedoch nicht, ob diese gefälscht waren und dadurch Daten von Nutzern an unbefugte herausgegeben wurden.
In einer Anfang 2023 veröffentlichten Studie stellt Mozilla fest, dass die Angaben von Snapchat im Google Play Store irreführend seien und die Sicherheit der Anwender gefährden. Es werden Nutzerdaten gesammelt und auch an Dritte weitergegeben, ohne dies transparent zu kennzeichnen. Mozilla unterteilte die analysierten Apps in drei Kategorien. Snapchat befindet sich zusammen mit TikTok und Twitter in der schlechtesten Kategorie. Dies gefährde die Sicherheit und Privatsphäre der Nutzer. Außerdem wird das Vorgehen als irreführend kritisiert.

### Datenabfluss durch mangelnde Absicherung und Ermittlungen der FTC
Ende Dezember 2013 veröffentlichten Hacker die Daten von rund 4,6 Millionen Snapchat-Nutzern, die überwiegend in den USA lebten, im Internet. Dafür nutzten sie die zu diesem Zweck eingerichtete Website snapchatdb.info. Auf Sicherheitslücken hatte bereits am 27. August 2013 die Gruppe Gibson Security hingewiesen. Kritisiert wurde, dass der Snapchat-Gründer die Sicherheitslücke zunächst heruntergespielt hat und sich auch dann nicht inhaltlich zu dem Vorfall äußerte, nachdem dieser öffentlich bekannt geworden ist. Am 9. Januar 2014 veröffentlichten die Entwickler eine neue Version der Software.
Die US-amerikanische Verbraucherschutzbehörde FTC ermittelte daraufhin gegen Snapchat und stellte schwere Versäumnisse bei der Absicherung fest: So habe der Konzern seine Funktion zum Finden von Freunden nicht geschützt, wodurch Unbefugten der Zugriff auf die Ende 2013 veröffentlichten Daten von 4,6 Millionen Nutzern erst möglich wurde. Der Bericht bemängelt zudem, dass man sich mit einer fremden Nummer beim Dienst anmelden konnte. Dabei folgte keinerlei Verifizierung. Für Nutzer ist dies nicht erkennbar, sodass private Daten an Dritte übermittelt werden können, da diese glauben, mit dem Eigentümer der Nummer zu kommunizieren. Darüber hinaus stellte die FTC weitere Mängel fest, die nicht in unmittelbarem Zusammenhang mit der schweren Sicherheitslücke standen, allerdings dennoch die Sicherheit sowie das Vertrauen in den Dienst beeinträchtigen. Beispielsweise sind zahlreiche Methoden bekannt, mit denen sich die automatische Löschung von gesendeten Inhalten umgehen lässt. Zudem sammelt der Dienst mehr Nutzerdaten, als transparent kommuniziert wird. Die FTC schlussfolgerte daraus, dass die umfangreichen Versprechungen von Snapchat hinsichtlich Sicherheit und Privatsphäre falsch waren. Als Folge davon wurde das Unternehmen unter Beobachtung gestellt.

### Missbrauch von Nutzerdaten durch Mitarbeiter mittels SnapLion
Durch Whistleblower wurde Mitte 2019 der Missbrauch von SnapLion bekannt. Dabei handelt es sich um ein internes System, wodurch Mitarbeiter weitreichenden Zugriff auf Nutzerdaten erhalten, darunter auch private Inhalte. Ursprünglich war es dafür gedacht, der Datenherausgabe durch Strafverfolgungsbehörden nachzukommen. Bis zu diesem Zeitpunkt war dessen Existenz nicht öffentlich bekannt. Die Whistleblower spielten Medien verschiedene interne Dokumente zu, die unter anderem zeigen, wie ein Mitarbeiter auf Nutzerdaten zugreift, ohne dass es dafür eine rechtliche Grundlage gab. Dabei handelte es sich um keinen Einzelfall: Die Insider gaben an, dass mehrere Mitarbeiter mit SnapLion die Daten von Nutzern missbraucht haben. Interne E-Mails zeigen Diskussionen von Mitarbeitern, die den Datenmissbrauch umfangreich behandeln.
Die Vorwürfe des Missbrauchs wurden von Snapchat weder bestätigt noch dementiert. Laut eines Pressesprechers habe Snapchat robuste Prozesse und lege viel Wert auf die Sicherheit sowie Privatsphäre der Nutzer. Laut den Whistleblowern hat SnapLion jedoch keine ausreichende Protokollierung der Anfragen, sodass nicht nachvollziehbar ist, ob diese berechtigt sind oder etwa private Personen ausspioniert werden. Außerdem werde das Werkzeug nicht mehr nur für Strafverfolgungsbehörden genutzt, sondern auch für viele Alltagsszenarien – beispielsweise das Zurücksetzen eines vergessenen Passwortes.
Vergleichbare Vorfälle gab es bereits bei anderen großen Anbietern kommerzieller Sozialer Netzwerke. Nutzer müssten daher davon ausgehen, dass alle ihre Daten von dritten gelesen und möglicherweise missbraucht werden, sofern diese nicht durch Verschlüsselung effektiv davor geschützt werden, so Alex Stamos, der ehemalige Leiter der Sicherheitsabteilung bei Facebook. Bei Snapchat selbst war zu diesem Zeitpunkt keine Ende-zu-Ende-Verschlüsselung vorhanden, sodass das Unternehmen und dessen Mitarbeiter und Partner grundsätzlich darauf zugreifen konnten.

### Datenschutz
Eine Übersetzung der Datenschutzerklärung offenbart zudem, dass sich die Betreiber des Dienstes zahlreiche und mitunter auch undurchsichtige Rechte im Umgang mit Nutzerdaten sowie deren Speicherung und Weitergabe einräumen lassen. Snapchat räumte sich beispielsweise das unwiderrufliche Recht ein, die auf den Servern des Unternehmens gespeicherten Bilder seiner Nutzer zu verwenden, zu bearbeiten und zu veröffentlichen. Mit einer Neufassung der Datenschutzrichtlinien des Dienstes vom November 2015 darf Snapchat auch Name, Bild und Stimme seiner Nutzer in sämtlichen Medien unbefristet verwenden. Bild und Stimme sollen dabei in den sogenannten „Live Stories“ verwendet werden dürfen. Eine Nutzung von Snapchat gilt als Einverständniserklärung zu diesen Geschäftsbedingungen.

### Sperrungsankündigung in Albanien
Nach dem Mord eines 14-Jährigen an einem Gleichaltrigen in einer Schule in Tirana im November 2024 kündigte der Ministerpräsident Albaniens, Edi Rama, an, Snapchat und auch TikTok zu schließen. Die albanische Regierung würde einen Austauschprozess starten, um so ein Verbot auf den Weg zu leiten.